# 諾曼比島
諾曼比島是巴布亞新幾內亞米爾恩灣省的島嶼，是當特爾卡斯托群島三大島嶼之一，面積1,000平方公里，島上最高點1,158米。
10°00′S 151°00′E / 10.000°S 151.000°E